# Башкирське повстання (1704-1711)
Башкирське повстання 1704—1711 років (башк. Башорт їхтілали 1704—1711 йилдар) — одне з найтриваліших у серії башкирських повстань XVII—XVIII ст. (за деякими даними, башкири знову присягнули імператору лише 1725 року).

## Причини повстання
Початок повстання пов'язане з указом, оголошеним прибутковиками (збирачами податків) А. Жихарєвим та М. Доховим у серпні 1704 року на зборах башкирських родів в Азіївській мечеті. Указом вводилося 72 нових податку, зокрема на мечеті, мулл і кожного приходить у молитовний будинок. В указі також потрібно будувати мечеті тільки за зразком християнських храмів, влаштовувати цвинтарі поруч із мечетями, фіксувати укладання шлюбів і смерть парафіян муллам тільки в присутності московського священика. Все це сприйняли як прямий крок до майбутнього повномасштабного насильницького хрещення. Крім того, вони зажадали 20 000 коней, а потім ще й 4000 воїнів: тоді Московія вела Північну війну зі шведами.
Петро Ричков у книзі «Історія Оренбурзька за заснуванням Оренбурзької губернії» залишив такий опис подій та їх причин
|  | бунт, званий Алдаровським і Кусюмовським, розпочався 1704 року в грудні місяці під проводом Алдара і Кусюма. Причини до нього подано нерозсудливими вчинками колишнього на Уфі Олександра Сергєєва, котрий із них непомірною суворістю вимагав коней і видачі втікачів, які в їхніх оселях ховалися, і, як розповідають, кілька старшин башкирських на одному в себе обіді до смерті запоїв. До міст же до Уфи, Бірська і Мензелінська сильні напади чинили і до самої Казані тільки за 30 верст не дійшли, звідки їх ледь відбито неабиякими установами казанського губернатора Кудрявцова, який татар, які живуть у Казані, жінок і дітей забравши в аманати, а інших усіх вислав проти оних лиходіїв. Із цими, так само як і з іншими вбраними та дозволеними від нього партіями, оні башкирці всередину Башкира прогнані. Для кінцевого ж припинення цього їхнього башкирського лиходійства в березні місяці відряджений був боярин князь Хованський і при ньому вісім полків військових людей і чимало нерегулярних, який, дійшовши до передмістя Алабуги, зупинився, а всередину Башкирії послав два полки під командою підполковників Хохлова та Арістова, з яких полк Хохлова, не доходячи до Соловарнаго містечка, майже весь від них, злодіїв, розбитий. |

## Місце та етапи повстання
Повстання поширилося по всій території Башкортостану і сусідні райони — і охопило територію від річки Тобол Сході до Волги на заході, від середньої течії Яїка Півдні до Казані, В'ятки і Кунгура півночі.
Повстання ділиться на 4 етапи:
- 1-й етап: 1704—1706 гг. — Початок повстання;
- 2-й етап: 1707—1708 гг. — Етап найвищого розмаху руху;
- 3-й етап: 1709—1710 гг. — Боротьба в Заураллі;
- 4-й етап: 1711 — закінчення повстання.

## Хід бойових дій
Повстання розпочалося влітку 1704 року. На початку 1705 року в Уфімський повіт була направлена каральна експедиція на чолі з Олександром Сергєєвим. Зібравши виборних башкир в Уфі, він зажадав віддати для потреб армії 5 тисяч коней. Під загрозою смерті вони змушені були погодитись віддати до скарбниці 5 тисяч коней. Збір коней навесні 1705 року перетворився на масове пограбування. У відповідь башкири відмовилися сплачувати податки та коритися місцевій владі. Повстанці Казанської даруги на чолі з Дюмеєм Ішкеєвим напали на Закамські фортеці, жителі Ногайської даруги під керівництвом Імана-Батира діяли біля Солеварного містечка. Башкирські повстанці запропонували звернутися до царя з чолобитною, яку повезли до Москви влітку 1706 8 виборних башкир на чолі з Дюмеєм Ішкеєвим. Але царський уряд відмовився розглянути чолобитну. Дюмея Ішкеєва повісили, а решту заарештували. Дізнавшись про це, башкири продовжили боротьбу.

### Масове повстання та його придушення
2-й етап. Восени 1707 року рух набув масового характеру. Башкири Ногайської та Казанської Даруг на чолі з Алдаром Ісекеєвим та Кусюмом Тюлекеєвим у жовтні 1707 року біля Солеварного містечка розгромили полк Хохлова. Багато фортець краю зазнали штурму. У грудні повстанці перейшли через Каму, вторглися до сусідніх Кунгурського, Вятського та Казанського повітів.
Відмовившись від російського підданства, башкирська феодальна верхівка зробила спробу створити Башкирське ханство, пов'язане васальними відносинами з Туреччиною або Кримським ханством. Один із повстанців башкир Юрмантської волості Хазі Аккускаров був оголошений ханом, а посол від башкир Мурат-султан їздив до кримського хана і звідти до турецького султана. Після повернення він не міг проїхати до Башкирії і попрямував, маючи, очевидно, завдання, на Північний Кавказ, де повстали чеченці, аксайці та інші північнокавказькі народи. Повстанці взяли в облогу московське Терське містечко. Однак війська, що підійшли з Астрахані, змусили горян зняти облогу і відійти від міста.
Наприкінці серпня — на початку жовтня 1708 року башкири ведуть переговори з казахами та каракалпаками. У вересні уфимський воєвода вже доносив до Казані про те, що «від каракалпацького хана Тевки (Тауке) до злодіїв башкирцям, на початку до злодія Алдара, прийшли посланці провідувати, що у башкирців учинилося з московитами, а інші сповіщали в Уфі, що вони дійшли до повідомлення злодійства». За відомостями Г. Ізбасарової в 1708 Тауке-хан на чолі загонів казахів і каракалпаків підійшов до Казані. Також башкирський тархан Алдар Ісекеєв запросив молодого казахського султана Абулхайра, який на народних зборах був проголошений башкирським ханом. У травні башкири та каракалпаки напали на Арамільську та Білоярську Теченську слободу, викрали худобу та полонених. Капітан Василь Томілов повідомляв, що у серпні під Цареве городище прийшло близько 250 каракалпаків. Драгуни відбили у них бранців і безліч коней, убили 20 каракалпаків, двох взяли в полон і відправили до Тобольська. Полонені каракалпаки повідомили, що під Цареве городище ходило 150 людей. А всього з Казахського ханства до башкирів поїхало воювати 3000 казахів, 100 каракалпаків та 250 каратабунців.
На початку 1708 року уряд направив проти повстанців каральні сили на чолі з Петром Хованським. У квітні-травні 1708 року башкири встановили зв'язок із повсталими на чолі з Кіндратом Булавіним селянами та козаками Дону. У травні 1708 року уряд знову звернувся до башкирів із пропозицією розпочати переговори. Хованський від імені уряду обіцяв скасувати вимоги «прибутковиків», пробачити повсталим та розглянути скарги на свавілля місцевої влади. Башкири погодилися припинити боротьбу. Але влада порушила умови угоди.

### Повстання у Заураллі
3-й етап. Навесні 1709 року повстання відновилося на території Сибірської та східної частини Ногайської даруги. У Заураллі розгорнулася боротьба під керівництвом Алдара Ісекеєва та Уракая Юлдашбаєва. Повстанці встановили зв'язок з каракалпаками і разом з ними нападали на остроги, слободи, заводи, монастирі та села, розташовані на башкирських землях у басейнах рік Ісеть, Міас та Теча. 1710 року боротьба тривала силами башкир. Уряд направив у Зауралля 2 полки під командуванням І. Якушкіна.
Також у боротьбі з повстанням царський уряд використовував калмицькі війська під командуванням Чакдор-Джаба, який завдав повстанцям серйозної поразки влітку 1710 року. Повсталі були змушені припинити боротьбу.

### Повстання в Ногайській та Казанській даругах
4-й етап. Останній етап характеризується спробою 1711 року башкир відновити боротьбу у центрі Башкортостану. Ініціатива виходила від башкир Ногайської та Казанської даруг. Повстання було придушене, але царському уряду довелося піти деякі поступки.

## Підсумки повстання
Царський уряд був змушений підтвердити вотчинне право башкир, скасувати нові податки, засудити свавілля та насильство державної влади, і наприкінці 1711 виступи в краї припинилися. Після цього уряд (посольство від башкир знову присягнуло на вірність імператору тільки в 1725 році) — підтвердило вотчинні права та особливий статус башкир і провів судовий процес, який закінчився засудженням за перевищення повноважень та стратою урядових «прибутковиків» Сергеєва, Дохова та Жихарєва, які вимагали з башкир податки, не передбачені законодавством, що й послужило однією з приводів повстання. Людські та матеріальні втрати були величезні.

## Рекомендована література
- Акманов И. Г. Башкирские восстания XVII — начала XVIII вв. — Уфа: Китап, 1998.
- Акманов И. Г. Башкирия в составе Российского государства в XVII — первой половине XVIII века. — Свердловск: Изд-во Урал. ун-та, 1991.
- Ерофеева, Ирина В. Хан Абулхаир. Полководец, правитель, политик. — Алматы : Даик-Пресс, 2007. — 452 с.
- Рычков П. И. История Оренбургская. — Уфа, 2001. — С.7.
- Памятники Сибирской истории XVIII века. Книга первая. 1700—1713 / под ред. А. И. Тимофеева. — СПб., 1882.